# Sonja Morgenstern
Sonja Morgenstern, geschiedene Siegel, (* 22. Januar 1955 in Frankenberg/Sa.) ist eine ehemalige deutsche Eiskunstläuferin, die im Einzellauf für die DDR startete.

## Werdegang
Morgenstern startete für den SC Karl-Marx-Stadt und wurde von Jutta Müller trainiert. 1966 wurde sie Spartakiadesiegerin im Eiskunstlauf. Zwei Jahre später nahm sie für die DDR an den Olympischen Winterspielen in Grenoble teil. Als erste Sportlerin sprang sie bei den Weltmeisterschaften 1971 in Lyon den dreifachen Salchow und belegte mit der drittbesten Kür den sechsten Platz. Ihr größter Erfolg war der Gewinn der Bronzemedaille bei den Europameisterschaften 1972. Im selben Jahr wurde sie Olympiasechste.
1973 musste sie ihre Eiskunstlaufkarriere verletzungsbedingt beenden und studierte Pädagogik in Zwickau. Den Lehrerberuf musste sie 1981 aufgeben, weil ihr Sohn Michael die ersten vier Lebensjahre krankheitsbedingt intensive Betreuung benötigte. Später absolvierte sie eine Erwachsenenqualifikation als Kosmetikerin und arbeitete in diesem Beruf.
Morgenstern trainierte Mitte der 80er Jahre kurzzeitig auch Stefan Lindemann.

## Ergebnisse

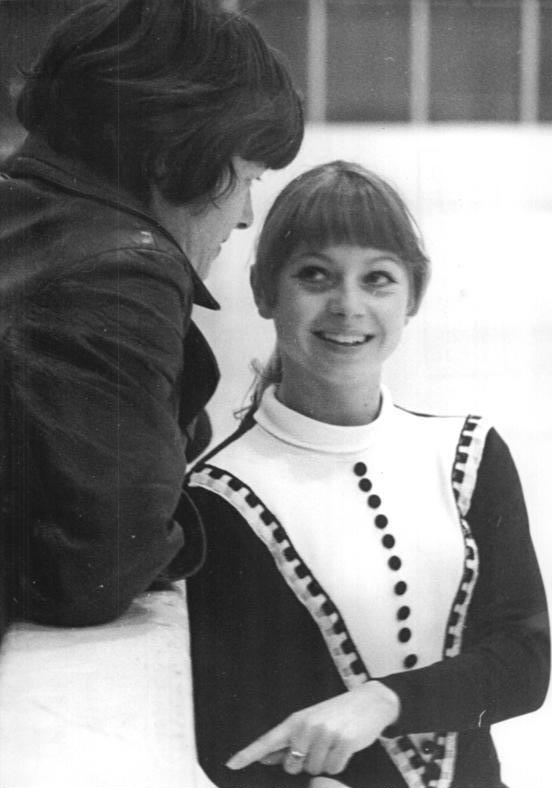
Sonja Morgensterin 1970 mit ihrer Trainerin Jutta Müller

| Meisterschaft / Jahr    | 1968 | 1969 | 1970 | 1971 | 1972 | 1973 |
| ----------------------- | ---- | ---- | ---- | ---- | ---- | ---- |
| Olympische Winterspiele | 28.  |      |      |      | 6.   |      |
| Weltmeisterschaften     | 20.  | Z    | 11.  | 6.   | 5.   | 8.   |
| Europameisterschaften   | 17.  | 12.  | 9.   | 4.   | 3.   | Z    |
| DDR-Meisterschaften     |      | 2.   | 2.   | 1.   | 1.   | 1.   |

- Z = Zurückgezogen